# یان-کریستوف دودا
یان-کریستوف دودا (تلفظ لهستانی: ['jan ˌkʂɨʂtɔf ˈduda]، زادهٔ ۲۶ آوریل ۱۹۹۸ میلادی) یک استادبزرگ شطرنج لهستانی است. او در سال ۲۰۱۳ در سن ۱۵ سال و ۲۱ روز به عنوانِ استادبزرگی دست یافت. دودا، قهرمانِ لهستان در سال ۲۰۱۸ و جامِ جهانیِ شطرنج در سالِ ۲۰۲۱ میلادی شد. او به خاطر دستاوردهایش در شطرنج، صلیبِ طلاییِ شایستگیِ لهستان را دریافت کرد.

## زندگی شخصی
دودا در سال ۲۰۲۰ از دانشکده تربیت بدنی دانشگاه در کراکوف فارغ‌التحصیل شد. او از گوش دادن به بتهوون، موتزارت و کوئین لذت می‌برد.